# Choultry

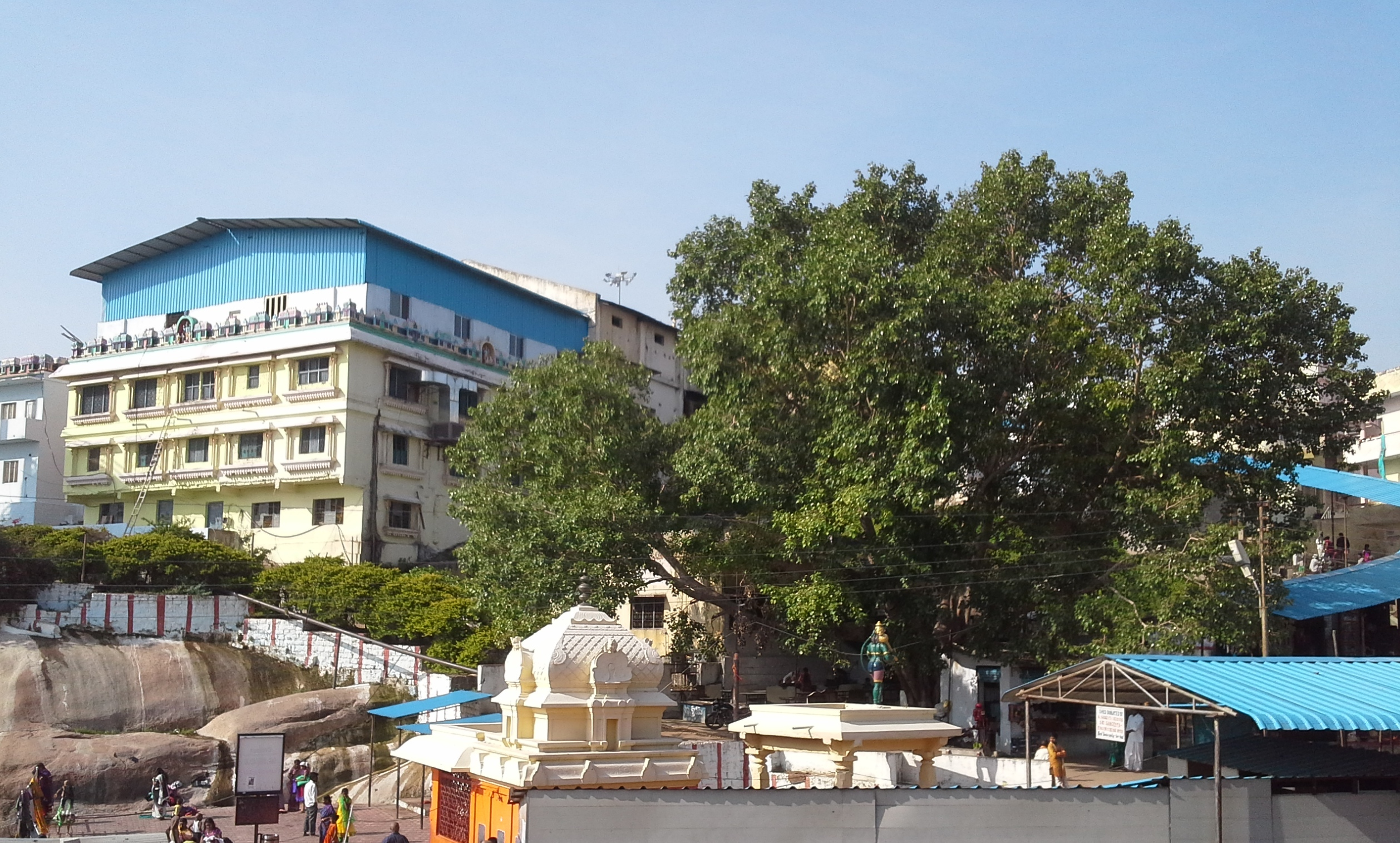
Choultries du temple de Yadagirigutta, dans l'État du Telangana.

En Inde, un choultry (ou tschultri) est un lieu de repos pour les visiteurs où des chambres et de la nourriture sont fournies par une institution charitable moyennant une somme modique. 
Certains sont des maisons d'hôtes où le logement est gratuit. Les choultries étaient bien connus dans l'Inde coloniale, et c'était une sorte d'hôtel ancien typiquement indien.

## Origine du mot
Choultry est la prononciation anglaise du mot tamoul chavadi, qui désignait une auberge hébergeant les pèlerins et les voyageurs sur les grands itinéraires de pèlerinage.
Le mot a été intégré au vocabulaire anglais colonial par les marchands de l'East India Company, à Madras, dès le XVIIe siècle.
Pendant ce temps, à 150 km plus au sud, les Français de Pondichéry allaient prononcer ce mot d'une autre manière : chaudrie.

## Présentation et usages
Les chaudries étaient souvent la propriété de riches négociants. De nombreux villages du Tamil Nadu et de Pondichéry n'en gardent le souvenir qu'à travers leur nom (qui inclut le terme chavadi), car les bâtiments très anciens sont souvent détruits pour laisser place à des constructions plus modernes.
À Madras (actuellement Chennai), on peut néanmoins voir une ancienne chaudrie peinte en rouge pour les besoins du service, qui est le siège d'un commissariat de police du quartier de Triplicane.
Dans la banlieue nord de Pondichéry, la chaudrie de Keelputhupet a été transformée en dispensaire. Non loin de là, celle de Periya Mudaliar Chavadi est occupée par plusieurs commerces. Elle avait appartenu, au XVIIIe siècle, à Pedro Canagaraya Modéliar, célèbre courtier de la Compagnie française des Indes orientales et marchand qui donne son nom à la caste des modéliars.
À Pondichéry, une chaudrie située en ville fut le siège du tribunal, qui prit peu à peu le nom de Tribunal de Chaudrie. Cette dénomination judiciaire originale perdura à Pondichéry et à Karikal jusqu'au XIXe siècle. (Le bâtiment originel de l'ancienne chaudrie qui abritait le tribunal d'Ancien Régime de Pondichéry se trouve dans une arrière cour de la Grand Bazaar Police Station, récemment transformée en parking pour 2 roues.)
La même chose s'était produite à Madras, dont le premier tribunal porta le nom de Choultry Court.